# ستيف سيمون
ستيف سيمون (بالإنجليزية: Steve Simon)‏ هو سياسي أمريكي، ولد في 12 ديسمبر 1969 في منيابولس في الولايات المتحدة. حزبياً، نشط في حزب العمال المزارعين الديمقراطيين في مينيسوتا والحزب الديمقراطي. وقد انتخب عضو مجلس نواب مينيسوتا.

## وصلات خارجية
- الموقع الرسمي